# Sigmondova stezka
Sigmondova stezka je naučná stezka, provázející návštěvníky rekreační oblastí Boleveckých rybníků na severním okraji Plzně. 
Byla věnována významné osobnosti plzeňského lesnictví, prof. Dr. Ing. Josefu Sigmondovi (1868–1956). Celkem 15 zastávek, rozložených na sedmikilometrové trase, seznamuje návštěvníky s přírodopisnými i historicko-vlastivědnými zajímavostmi bolevecké oblasti. Trasa začíná i končí na konečné stanici tramvaje č. 4 na Košutce. Prohlídka celé trasy trvá 2 – 3 hodiny. 
Rozsáhlejší rekreační využití oblasti Boleveckých rybníků začalo koncem 19. století. Již v této době byly zřizovány značené turistické cesty, budovány koupací plochy a nebo například rozhledna na Krkavci. Jako rekreační oblast byl severní okraj Bolevce oficiálně vyhlášen roku 1977. Současná hodnota oblasti spočívá kromě rekreace také v dobrém dochování významných přírodních a krajinných prvků, což je v bezprostřední blízkosti tak velkého města unikátní.
Koncepci naučné stezky (původně se 7 zastávkami) navrhl již v roce 1978 plzeňský lesnický historik Ing. Rudolf Stolařík (1913–1991) jako první naučnou trasu na území Plzně. Nakonec však byla pouze odhalena pamětní deska dr. Sigmonda při příležitosti 110. výročí jeho narození dne 14. dubna 1978, sama trasa stezky ani jednotlivé zastávky nebyly v terénu vyznačeny. Záměr vybudování naučné stezky se podařilo dokončit až o dvacet let později skupině pod vedením Ing. Josefa Čiháka a s podporou města Plzně. Slavnostní otevření stezky v její současné podobě se konalo 24. června 1998.

## Zastávka 1: Šídlovský vrch
První panel naučné stezky je umístěn přímo na konečné stanici tramvaje č. 4. Seznamuje čtenáře se základními údaji naučné stezky i s její stručnou historií. Dále upozorňuje na prostor Šídlovského vrchu (366 m n. m.). Na jeho severozápadním svahu byl koncem 19. století otevřen pískovcový lom s malým jezírkem. Komory, vyhloubené do skalní stěny často užívaly děti ke svým hrám. Lom byl po 2. světové válce zasypán a dnes je jeho prostor patrný jen díky nerovnému terénu. Na rozcestí, kde polní cestu na Šídlovský vrch a dále k Šídlovskému a Třemošenskému rybníku křížila silnice do Ledec, stála původně renesanční, tzv. Pechátovská boží muka z roku 1690, dnes přemístěná do spodní části bolevecké návsi.

## Zastávka 2: U Ledárny

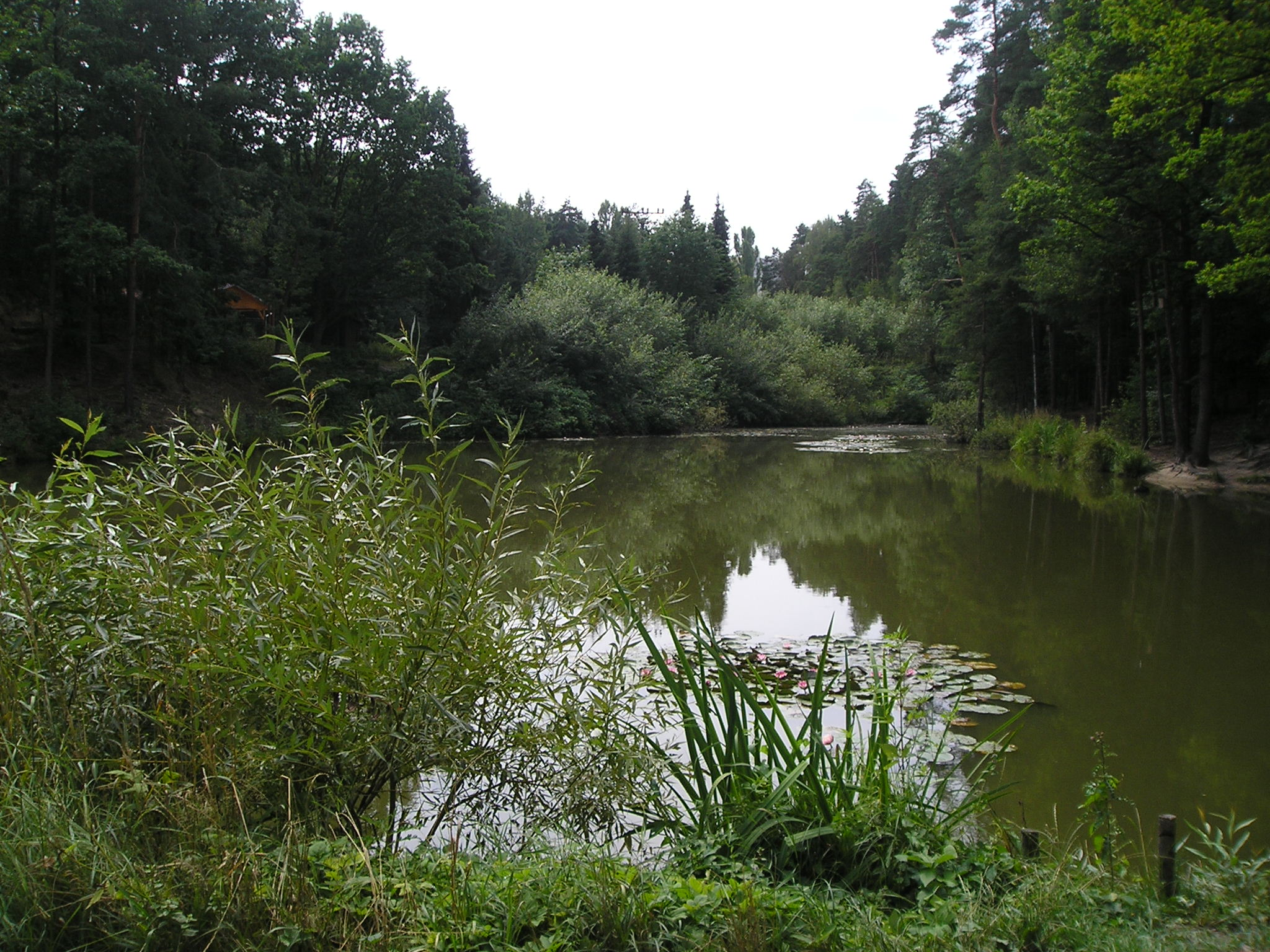
Bolevec - U Ledárny

Východně od cesty stávala dříve nevelká budova. Její majitel, pan Bartovský z Bolevce, zajímavě využíval svůj pozemek k provozu podniku „Bartovský - sklad přírodního ledu“. Rybník, přiléhající k ledárně, totiž napouštěl pouze na zimu. Tehdy zde řezal led, ukládal ho ve zmíněné ledárně a poté jej dodával plzeňským hostincům. Po zbytek roku, kdy nebylo co řezat, pozemek užíval jako louku. 
Ledování probíhalo i na dalších boleveckých rybnících, ve větší míře zejména na Velkém rybníku. Až do roku 1987 se plzeňské pivovary bez ledu z tohoto rybníka neobešly. Ve 20. a 30. létech 20. století spotřebovaly ročně až 600 vagónů zmrzlé vody. K hrázi rybníka byla proto přivedena od trati na Žatec železniční vlečka, aby se usnadnila doprava. V roce 1942 byl dokonce na konec vlečky u rybníka připojen zvláštní dopravník, který byl schopný za hodinu transportovat až 100 tun ledu o síle 10 cm. V pivovarském muzeu je uložena i ledařská sekyra, vylovená z Velkého rybníka v roce 1995.
Dnes je již ledování na boleveckých rybnících minulostí. Speciální dopravník ledu byl odstraněn v roce 1994 a také železniční vlečka vzala za své. Ledárna sloužila v 50. a 60. letech 20. století jako sklad sadbových brambor zemědělského družstva v Bolevci, pak ji ještě využil lesní závod Plzeň k ukládání semen. Zchátralá budova byla nakonec odstraněna roku 1976 při stavbě cvičiště pro organizaci dobrovolných hasičů z Bolevce. 
A proto je další část tabule naučné stezky věnována boleveckým dobrovolným hasičům. Hasičský spolek v Bolevci byl založen 1. prosince 1901. Tvořilo jej původně 5 členů zakládajících, 29 činných a 16 přispívajících. O rok později sbor s finančním přispěním obce koupil první stříkačku, tehdy ještě poháněnou živou koňskou silou. Stříkačka je po renovacích v letech 1984 a 1987 – 1988 stále funkční. Brzy po svém založení si spolek hasičů z Bolevce získal dobré jméno daleko za hranicemi obce. V roce 1906 měl již 73 členů a novou strážnici. Po roce 1926 však došlo k určité stagnaci a útlumu a činnost sboru byla plně obnovena až roku 1953. Poté se však bolevečtí opět dostali na pomyslné čelo dobrovolných hasičských sborů z Plzeňska, kde zůstávají i v současnosti. 

## Zastávka 3: Petrovka
Tato zastávka naučné stezky seznamuje návštěvníky s přírodní rezervací Petrovka.

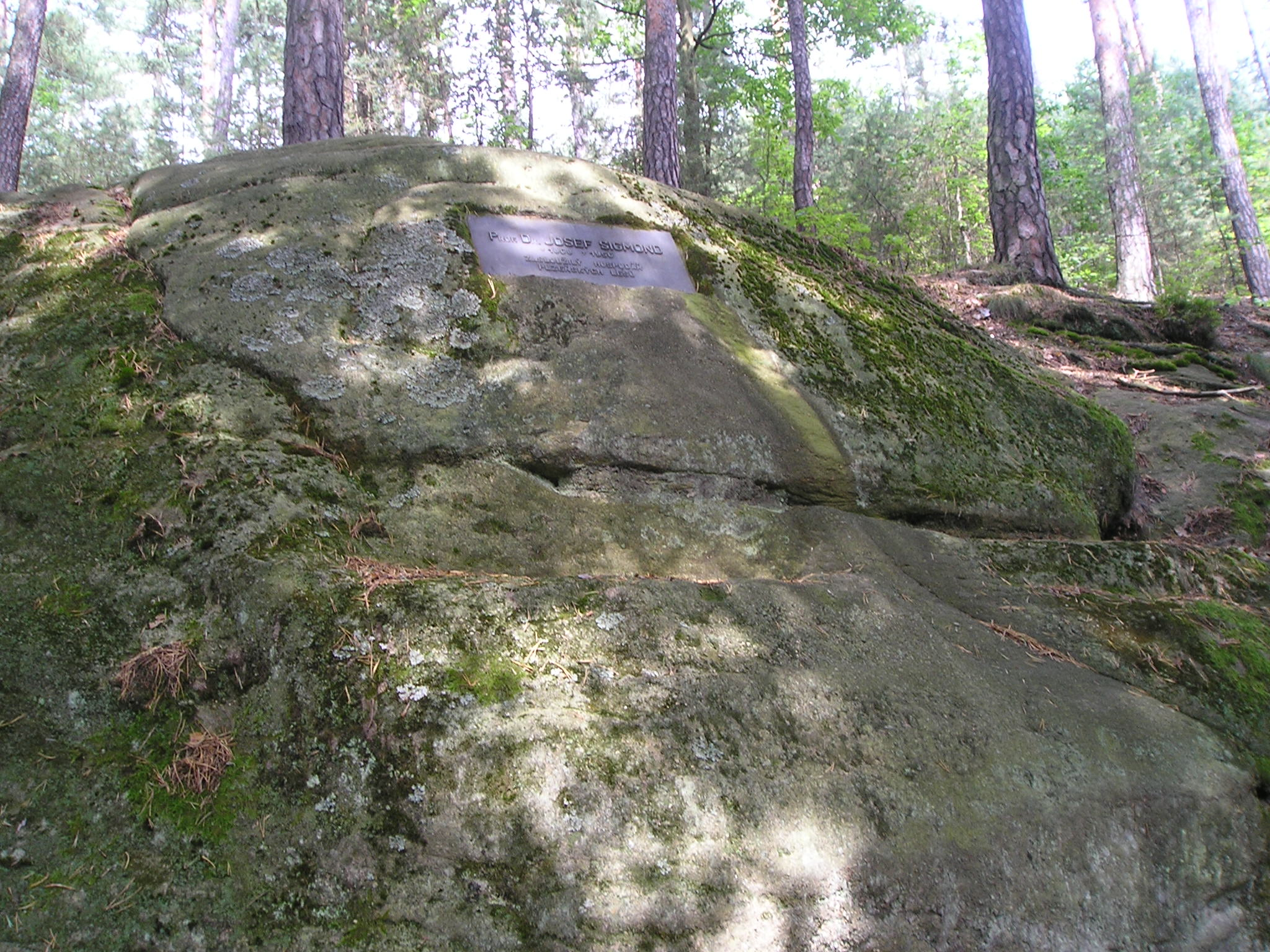
Pamětní deska prof. Sigmonda

## Zastávka 4: Sigmondova deska
Tabule na této zastávce shrnuje důležité a zajímavé údaje z života a díla profesora Josefa Sigmonda, jemuž je celá naučná stezka věnována. Ve skále nad cestou je umístěna kovová tabulka, připomínající tohoto významného lesnického odborníka. Byla odhalena 14. dubna 1978 za zvuku lesních rohů v přítomnosti Sigmondových žáků a odborné veřejnosti. V roce 2014 byla kovová deska odcizena, proto byla v témže roce na skálu upevněná nová tabulka z plastu.

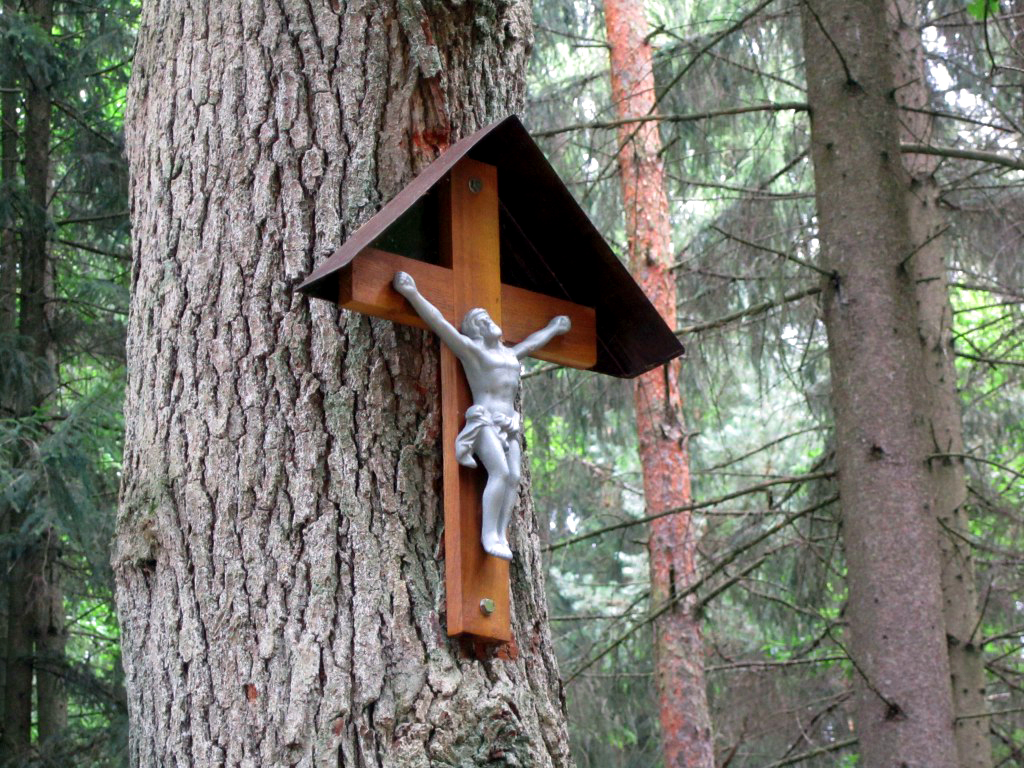
Křížek v místě U Četníka

## Zastávka 5: Petrovská díra
Tato tabule naučné stezky představuje jeskyni Petrovská díra, která se nachází v přírodní rezervaci Petrovka.

## Zastávka 6: Okrouhlík
Šestá tabule Sigmondovy stezky obsahuje informace o zajímavém přírodním výtvoru okrouhlík v přírodní rezervaci Petrovka.

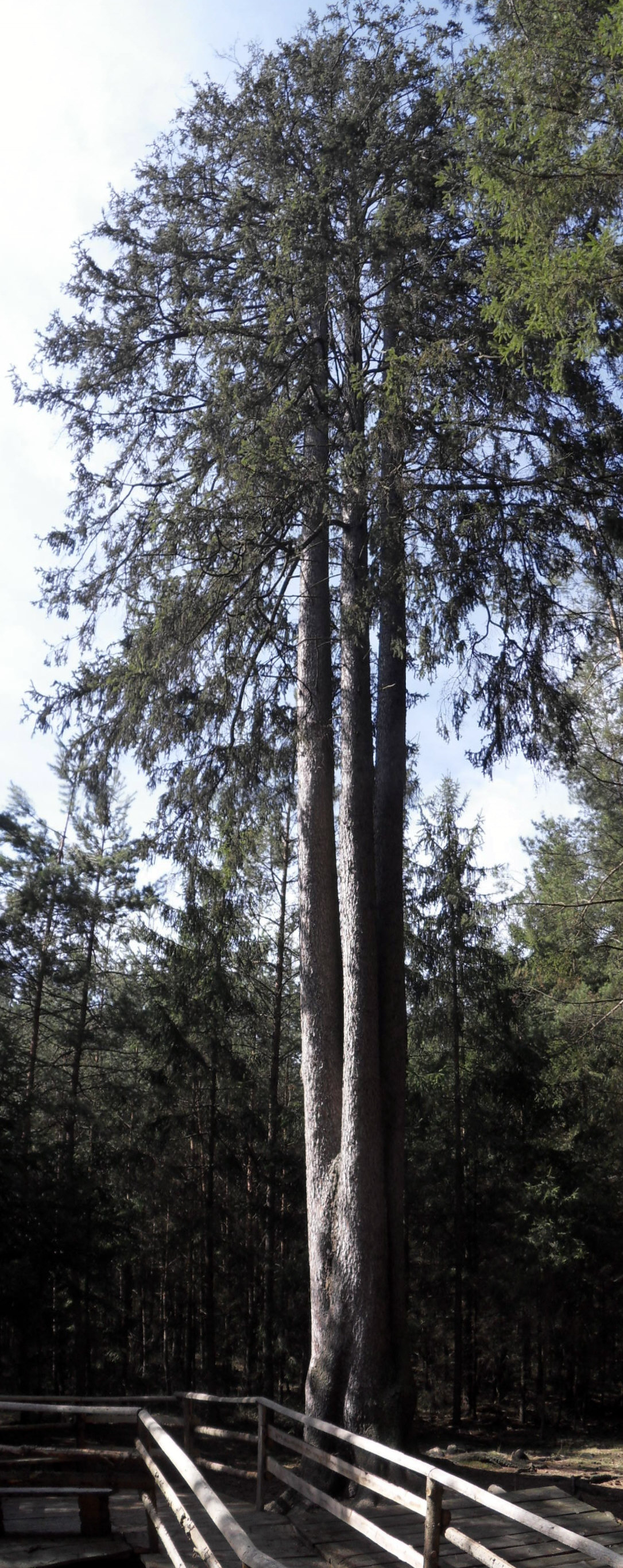
Troják v Lánech

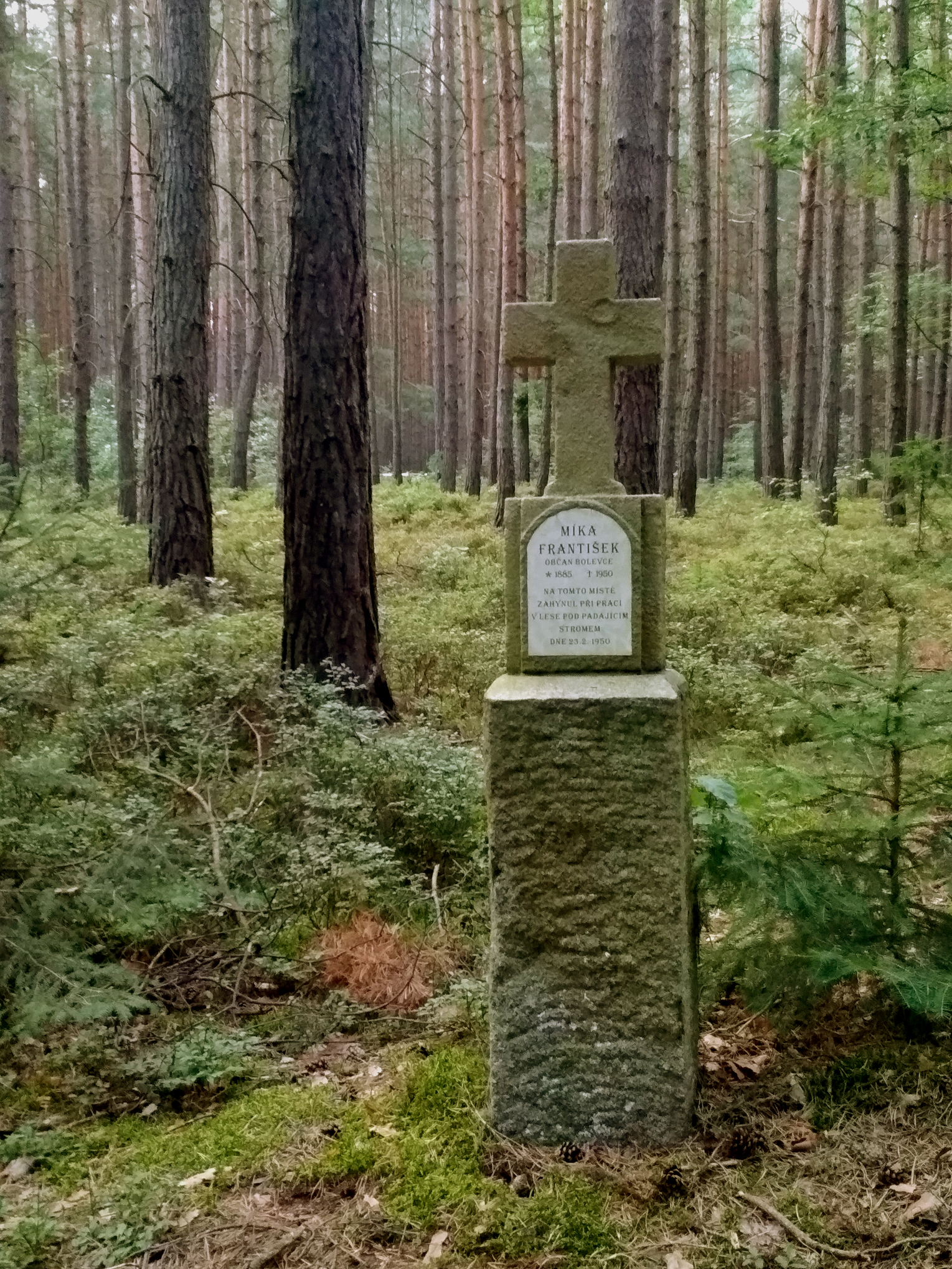
Kříž zabitého dřevorubce Míky

## Zastávka 7: U Četníka
Místní název se vztahuje k vraždě četníka, která se tu prý kdysi odehrála. Původně zde byl na stromě pověšen obrázek a do kmene vyřezán na památku kříž. Nový dřevěný kříž byl na strom upevněn v roce 2014. 
Označení „U Četníka“ však jako by také mělo připomínat hranici mezi katastry Chotíkov a Bolevec, vzdálenou jen asi 200 m a zvýrazněnou příkopem. Tato mez zároveň ohraničovala dřívější politický okres Plzeňský a dělila jej od Sudet, přičemž Chotíkov již ležel v sudetské oblasti. Na karlovarské silnici za Košutkou také stávala celnice. 
V souvislosti se zmínkou o Sudetech zastávka U Četníka upomíná na události druhé světové války. Při obsazování pohraničí Němci zajeli až k Bolevci a 11. října 1938 obsadili rozhlednu na Krkavci. Nacistická vlajka zde visela až do 24. listopadu, kdy se vojáci z neprávem zabraného území stáhli. Přesto se prý za války v krkavecké chatě konaly taneční večery, na kterých se místní, ať už Němci či Češi, bavili společně.
Naučná tabule také upozorňuje na nedalekou odbočku k památnému stromu Troják v Lánech.  
Zhruba 450 m východně od této zastávky se při severní straně silnice do Záluží nachází další pomník. Dne 23. února 1950 zde padající kmen zabil dřevorubce Františka Míku z Bolevce. Místo neštěstí původně připomínal velký dřevěný kříž, z nějž se ovšem dochovala jen betonová patka. Na ní byl 19. března roku 2015 usazen nový kamenný kříž s pamětní deskou. 

## Zastávka 8: U Řezníka

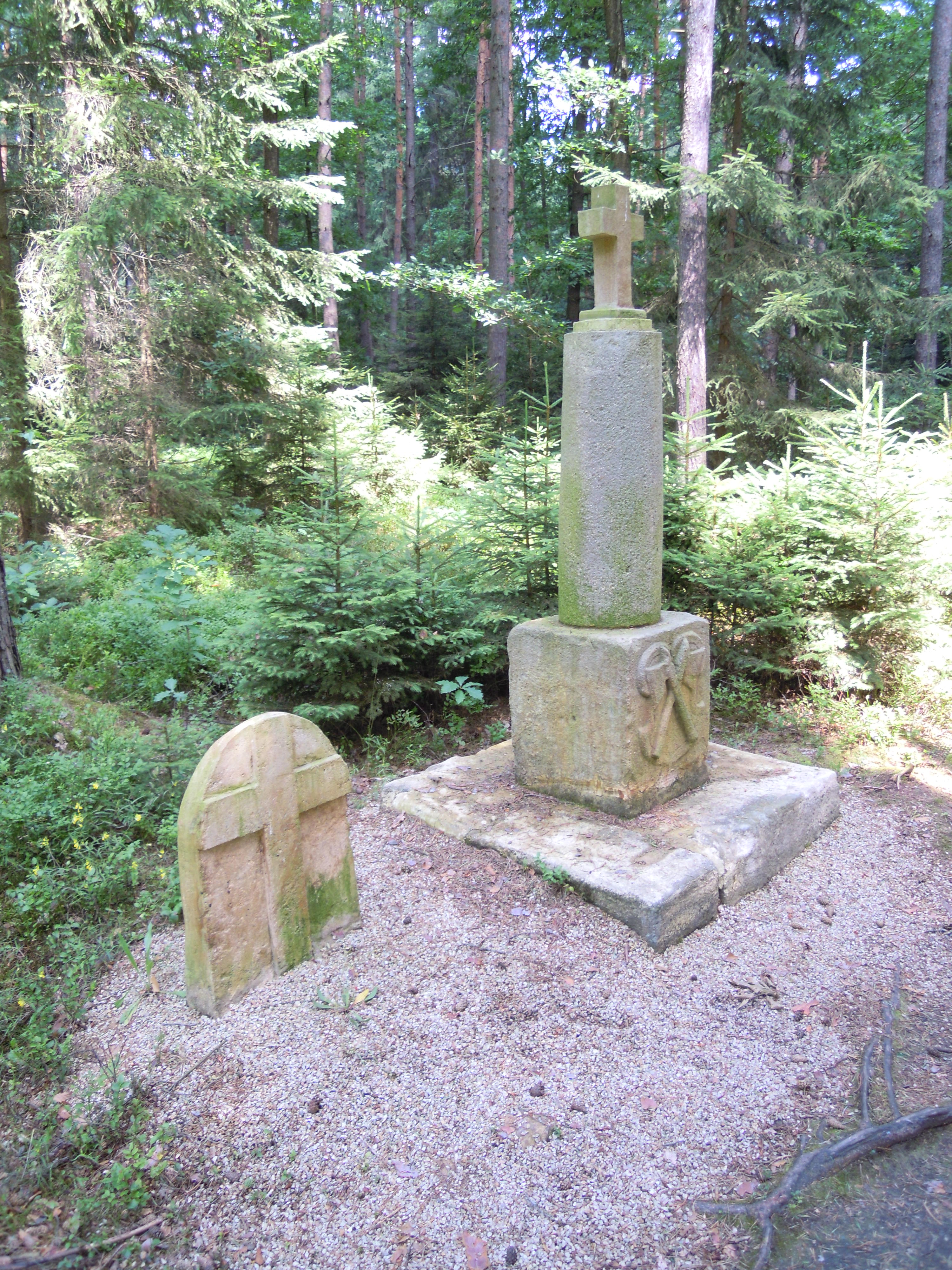
Křížový kámen a boží muka U Řezníka

Trasa naučné stezky u osmé zastávky prochází kolem dvou kulturních památek - křížového kamene a božích muk. Zhruba do konce 18. století tudy probíhala původní trasa zemské cesty do Saska, která  vedla z Plzně přes Záluží, Manětín a Žatec. Později se využívala spíše trasa přes Ledce, než byla v roce 1902 postavena dnešní silnice. V okolí zastávky U Řezníka jsou ještě v současnosti v lese patrné úvozy – zbytky původních cest. Svažitý zamokřený terén tu vyžadoval zvýšené úsilí i pozornost pocestných a o přepadení tu jistě nebyla nouze.
Křížový kámen pochází z 16. až 17. století. Tvoří jej tenká pískovcová deska (šířka 50 cm, výška 70 cm, síla 18 cm), na níž je vytesán latinský kříž. Pod jeho levým ramenem se nachází méně zřetelný reliéf hrotu, otočený špicí vzhůru, který byl po odkrytí celé desky identifikován jako nůž.
Renesanční boží muka jsou datovaná do počátku 17. století. Podle tradice mají připomínat loupežnou vraždu řezníka, který jel na trh do Plzně koupit dobytek. Proto prý jsou na podstavci božích muk vytesány dvě zkřížené řeznické sekery. Podle jiné verze zde došlo k souboji dvou pánů. Z původních božích muk se dochoval pouze pískovcový hranolový sokl (výška 63 cm, šířka 51 cm) na čtvercovém podstavci, zatímco horní část byla nově doplněna v roce 2010. Původní sloupek je i s torzem krycí desky uložen v nedaleké hájovně Sofronka. Sloupek má výšku 100 cm, průměr dole 36 cm a nahoře 32 cm. Na sloupku stál čtyřboký kaplicový s reliéfem krucifixu na čelní straně a se slepou arkádou na stranách ostatních. Na tomto útvaru byl posazen ještě malý křížek.
Dále je připomínán také unikátní křížový kámen u Dostálky, jedna z nejvýznamnějších drobných památek na severu Plzně.

## Zastávka 9: Americké borovice
Tato zastávka upozorňuje na jednu z více než dvaceti pokusných ploch Josefa Sigmonda, které zakládal v plzeňských městských lesích počátkem 20. století. Nejvíce lesnických pokusů bylo provedeno v letech 1909 – 1915. Josef Sigmond se při nich zaměřoval především na pěstování lesa v místních obtížných podmínkách s nízkým množstvím ročních srážek, lehce propustnými písčitými půdami a četnými svahy s nízkou vrstvou zvětralin. Zkoumal různé způsoby přípravy půdy pro zalesňování, možnosti zvyšování obsahu živin i vhodnost využití pionýrských dřevin a cizích, zejména amerických druhů. Dále studoval různé způsoby přirozené obnovy pasek náletem semen a věnoval se i možnostem omezení škod, způsobených houbovou chorobou sypavkou.  
Pokusy přinášely především negativní výsledky, přesto však ukazovaly na správný způsob lesního hospodaření. Plzeňské lesnictví získalo v té době dobré jméno i ve vzdálenějších krajích a Sigmondovy pokusné plochy byly dokonce zapojeny do rozsáhlého výzkumu Vysoké zemědělské školy ve Vídni, který probíhal v rámci celého Rakouska-Uherska. 
V okolí zastávky jsou k vidění různé druhy borovic. Kromě domácí borovice lesní tu rostou i americké borovice Banksova, borovice tuhá, borovice vejmutovka a jihoevropská borovice černá. Pozoruhodné jsou především mohutné borovice vejmutovky v severozápadní části porostu.  

## Zastávka 10: Smrk a kleč
Zde je představena Sigmondova pokusná plocha dělená původně na čtverce s různými kombinacemi druhů dřevin a stáří sazenic. Zajímavá je především směs smrku s borovicí klečí. Předpokládalo se, že kleč bude pro smrkový porost vhodnou přípravnou dřevinou, která mimo jiné obohatí půdu dusíkem. Předpoklad byl však mylný a smrky začaly po 6 až 8 letech postupně odumírat. Současně zde mohla být řešena otázka, zda je kleč jen horskou formou borovice lesní, nebo zvláštním druhem. Pedagogové Cieslar a Leiningen z Vysoké zemědělské školy ve Vídni nechali vysazovat kleče v různých nadmořských výškách, aby se zjistilo, jak se budou sazenice chovat na horách a jak v nížině. Pokud by se jednalo o jeden druh, mohla by kleč v nížinách růst jako borovice lesní. To se ovšem nestalo a kleč byla potvrzena jako samostatný druh. V současnosti však už na pokusné ploše zbývá jen několik jedinců tohoto stromu a porost postupně získává normální složení. 
Sazenice smrku Josef Sigmond používal také jako ochranu při výsadbě listnatého lesa. Smrková podsadba vyčnívala nad listnáče a tudíž si jich zvěř mezi smrčky nevšímala. Na dalších čtvercích pokusné plochy byly sázeny směsi borovice s bukem i smrk s olší šedou. Zkoušeno zde bylo i zelené hnojení vikvovitými rostlinami lupinou a ptačí nohou. 
Veškeré pokusy však vedly k závěru, že sebelepší postupy nemohou trvale změnit prostředí, které nejvíce vyhovuje domácí borovici lesní.

## Zastávka 11: Buk a olše
Jedenáctá naučná tabule popisuje další pokusnou plochu z počátku 20. století, dělenou opět na čtverce. Zkoušely se tu směsi výsevu borového semene se sadbou sazenic olše šedé jako přípravné dřeviny, buku s borovicí a janovcem pro obohacení dusíkem, domácího dubu zimního a amerického dubu červeného s bukem a olší šedou, smrku s bukem a modřínem, kombinace výsevu semene a výsadby sazenic borovice. Jednotlivé čtverce, na kterých byly dřeviny zkoušeny, byly navíc podrobeny různé přípravě půdy (orba, hrabání, kypření nepropustných půdních horizontů dynamomem).
Některé stromy z pokusných výsadeb jsou na ploše stále zachovány, i když se zde přirozeně nikdy nevyskytovaly a uplatňují se nyní jen jako doplněk převládajícího porostu. K vidění jsou i osamocené keře janovce. 

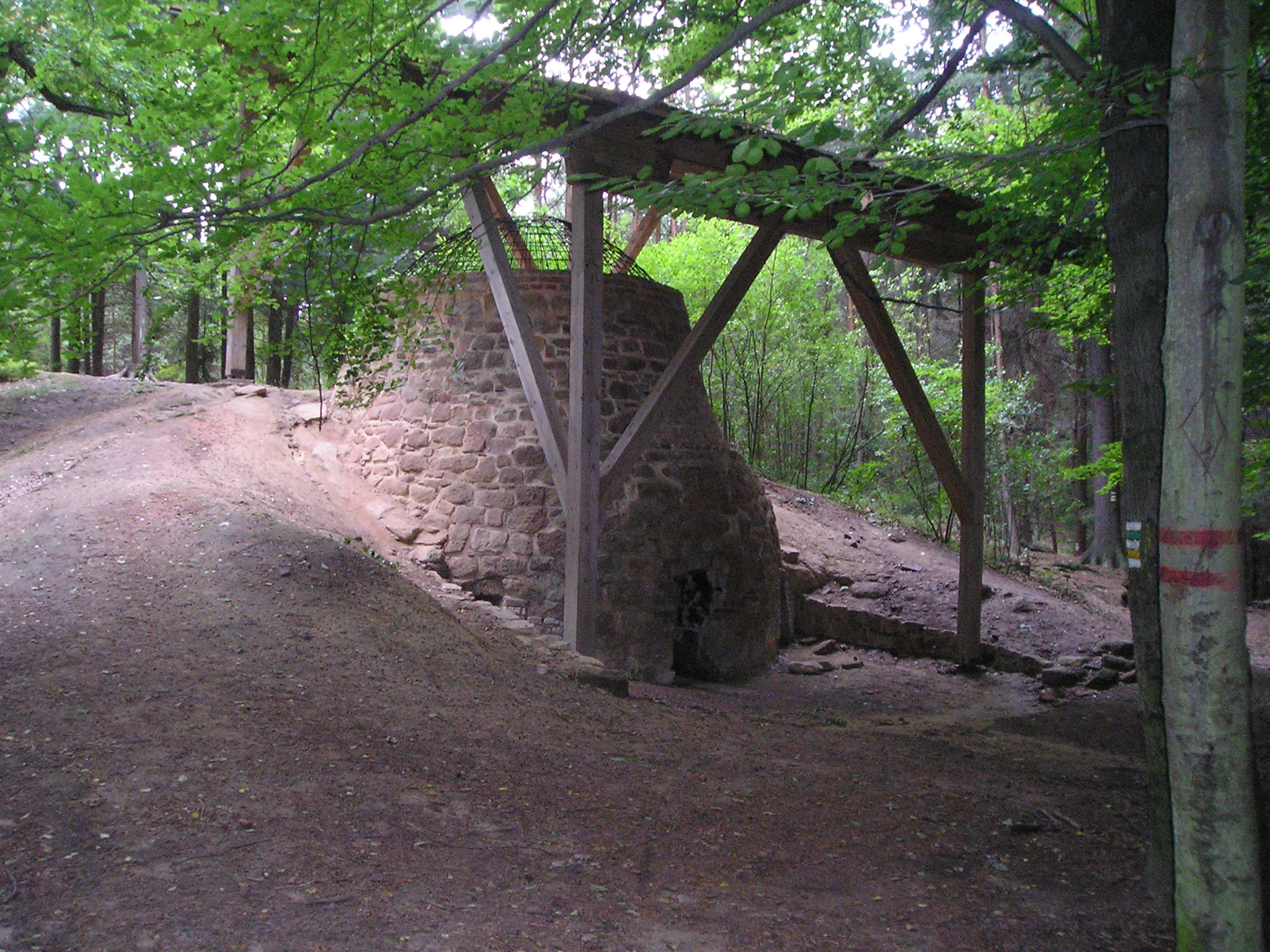
Kolomazná pec

## Zastávka 12: Kolomazná pec
Tato zastávka přibližuje technickou památku Kolomazná pec. 

Zhruba v polovině cesty směrem k třinácté zastávce se nachází torzo mohutného smrku ztepilého, nazývaného „Král boleveckého polesí“. Tento smrk dosáhl věku 188 let a výšky 38 metrů, když byl při větrné smršti v roce 1999 sražen k zemi. Průměr jeho kmene ve výšce 130 cm nad zemí je 137 cm a obvod 320 cm. Ještě ve výšce 19 m nad zemí má průměr kmene 55 cm.

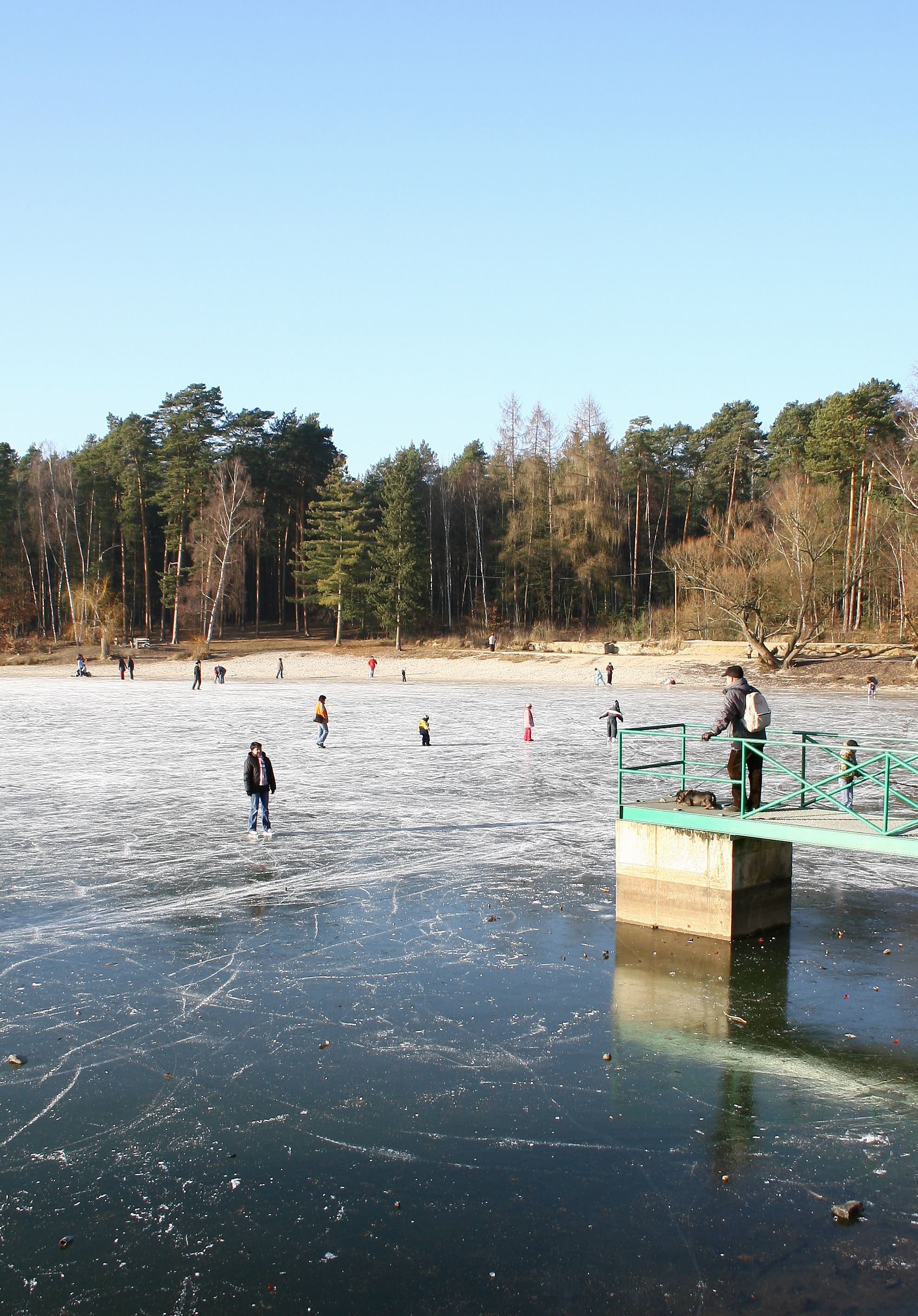
Šídlovský rybník - poslední zastávka stezky

## Zastávka 13: Rezervace Kamenný rybník
Zde je představena přírodní rezervace Kamenný rybník.

## Zastávka 14: Kamenný rybník
Čtrnáctá zastávka naučné stezky seznamuje s Kamenným rybníkem, který je součástí soustavy Boleveckých rybníků.

## Zastávka 15: Šídlovský rybník
Poslední tabule naučné stezky popisuje Šídlovský rybník, který je rovněž součástí soustavy Boleveckých rybníků.